# Wilhelm Böhmert

Wilhelm Böhmert

Justin Friedrich Wilhelm Böhmert (* 23. August 1866 in Bremen; † 4. Februar 1946 in Bremen) war ein deutscher Politiker (Freisinnige Volkspartei, Fortschrittliche Volkspartei, DDP).

## Biografie

### Ausbildung und Beruf
Böhmert war der Sohn eines Volkswirtes, der verschiedene Ämter wahrnahm. Er lebte in seiner Kindheit in Zürich und zog mit der Familie 1878 nach Dresden. Hier absolvierte er das Gymnasium und bis 1885 die Fürstenschule Meißen. Er studierte von 1885 bis 1889 Rechtswissenschaften und Staatswissenschaften sowie Mathematik an der Universität Tübingen, der Universität Leipzig und der Humboldt-Universität zu Berlin. Das Studium wurde durch seinen Wehrdienst beim 125. Regiment unterbrochen. Nachdem er 1891 zum Doktor der Philosophie in Berlin promovierte, leistete Böhmert sein Referendariat ab und war dann als Gerichtsassessor in Hannover und 1895 in Einbeck tätig.
1900 wurde er zum Direktor des Bureaus für Bremische Statistik der Freien Hansestadt Bremen berufen. Er baute das Büro zum Bremischen Statistischen Amt aus, das seit 1921 als Statistisches Landesamt Bremen firmiert. Zahlreiche Veröffentlichungen zur Statistik stammen von ihm und begründeten seinen überregionalen Ruf. Unter anderem schrieb er zur Wohnungssituation in der Neustadt, zur Geburtenstatistik und zur Krebsstatistik.
Im Ersten Weltkrieg diente er als Hauptmann der Landreserve in einem Ersatzbataillon.
1933 entließen ihn die Nationalsozialisten auf Grund des Gesetzes zur Wiederherstellung des Berufsbeamtentums aus seinem Direktorenamt.
Er war Mitglied des Vereins für Sozialpolitik, der Gesellschaft für soziale Reform, des Bundes der Bodenreformer sowie seit dem Studium der Studentenverbindung Saxonia Tübingen. Nach ihm ist die Wilhelm-Böhmert-Straße in Bremen benannt worden.

### Politik
Im Kaiserreich gehörte Böhmert zunächst der Freisinnigen Volkspartei und dann der Fortschrittlichen Volkspartei an. Er leitete hier seit 1910 die Bremer Ortsgruppe und kritisierte das Klassenwahlrecht in Bremen. Er trat für das Frauenwahlrecht ein und unterstützte die Bremer Frauenbewegung. Böhmert gehörte von 1912 bis 1918 der Bremischen Bürgerschaft an.
1918 beteiligte er sich an der Gründung der Deutschen Demokratischen Partei (DDP) und er war Vorsitzender der Partei in Bremen. 1919/20 war er Mitglied der verfassungsgebenden Bremer Nationalversammlung und der Weimarer Nationalversammlung. Er war außerdem vom 9. Januar bis zum 9. Juli 1920 Senator im provisorischen Senat von Bremen unter Karl Deichmann (MSPD). Erneut war er von 1920 bis 1930 Mitglied der Bremer Bürgerschaft.
Nach 1945 beteiligte er sich beim Aufbau der Bremer Demokratischen Volkspartei (BDV), die 1948 zur FDP in Bremen wurde.

## Veröffentlichungen (Auswahl)
- 100 Jahre Geburtenstatistik in Bremen, Leuwer, Bremen, 1926.
- Bremen 1900–1927. Bremisches Statist. Landesamt, Bremen 1929. Bremen 1931.
- Die Elemente des Wachstums einer deutschen Grossstadt (Bremen 1900–1930).
- Untersuchung über die Todesfälle an Krebs in den gro?en Städten der Welt. In: La Haye: Inst. internat. de statistique, 1937.
- Was kann die Statistik zur Aufhellung des Krebsproblems tun?. La Haye 1938.